# Эрдаль, Марсель
Марсель Эрдаль (родился в 1945) — лингвист и тюрколог, профессор и руководитель кафедры тюркологии  в Университете Гёте во Франкфурте. Окончил Роберт-колледж (Стамбул) в 1963 году.
Изучает тюркские языки народов СНГ, в частности шорский язык 

## Публикации
- Тюркская надпись греческими буквами в Надь-Сент-Миклош , (The Turkic Nagy-Szent-Miklos Inscription in Greek Letters) 1988
- Древнее тюркское словообразование: функциональный подход к лексике, (Old Turkic Word Formation: A Functional Approach to the Lexicon) 1991
- Язык волжских булгарских надписей, (Die Sprache der wolgabolgarischen Inschriften) 1993
- Грамматика древнетюркского языка, (A Grammar of Old Turkic) 2004